# 遊戲直播
遊戲直播是一種通過網絡平台即時轉播遊戲過程的娛樂形式。這種直播形式允許玩家將自己玩遊戲的畫面、音效和實時互動與觀眾分享。通常，遊戲直播主會在遊戲過程中提供評論、分享遊戲技巧，並與觀眾進行互動。

## 概況
- 實況轉播：直播主即時播放他們正在玩的電子遊戲，觀眾可以實時觀看，這種互動形式讓觀眾能夠即時回應、提問或與主播互動。
- 社群參與：遊戲直播通常包含社交媒體元素，觀眾可以透過平台的聊天室、留言板等途徑與直播主互動，並與其他觀眾分享他們的看法和感想。
- 多平台傳輸：遊戲直播可透過多種線上平台進行，包括Twitch、YouTube、Facebook Gaming等，這樣更廣泛的觀眾可以輕鬆訪問直播內容。[2]

## 歷史
遊戲直播的興起可以追溯到線上遊戲和串流技術的普及。隨著高速網絡的普及和遊戲文化的崛起，遊戲直播逐漸成為一種受歡迎的娛樂形式，並形成了一個獨立的社群。

## 種類
- 實況直播： 主播實時播放他們正在玩的遊戲，同時與觀眾互動。這種形式通常包括主播的即時評論、回答觀眾問題和與粉絲聊天。
- 電子競技比賽直播： 將電子競技比賽現場或線上進行的實況轉播。觀眾可以觀看他們最喜歡的團隊或選手參與比賽，同時享受專業評論和解說。
- 遊戲解說影片： 主播製作關於遊戲的解說、教學或評論影片，這些影片通常事先錄製，然後上傳到平台供觀眾觀看。
- 彈幕互動遊戲： 一種動態而互動的娛樂形式，主播實況玩遊戲，觀眾透過彈幕發送留言、禮物，共同創造熱鬧有趣的遊戲世界。
- 挑戰直播： 主播進行特殊的遊戲挑戰，可能是完成遊戲中的難關、使用特定的角色或進行其他有趣的挑戰，觀眾可以觀看主播的實時表現。
- 合作遊戲直播： 主播和其他玩家或主播進行合作，共同遊玩多人遊戲，觀眾可以一窺他們之間的互動和合作。
- 遊戲試玩直播： 主播展示新發布的遊戲，讓觀眾在遊戲正式發售前就能夠提前看到遊戲內容。

## 未來發展
隨著科技的不斷發展，遊戲直播形式也在不斷演進。新的技術，如虛擬現實（VR）和擴增實境（AR），將進一步豐富遊戲直播的內容和觀看體驗。遊戲直播的成功也激發了其他類型的直播形式的發展，形成了一個多元化的網絡直播生態系統。
1. ↑  王心悦.  (PDF). hanspub. 2024-12-11 （中文）.
2. ↑  . intel （中文）.